# Online-Archiv Zwangsarbeit 1939–1945
Das Online-Archiv „Zwangsarbeit 1939-1945“ präsentiert eine Sammlung digitaler Zeitzeugen-Berichte zur Zwangsarbeit im Nationalsozialismus. Knapp 600 ehemalige Zwangsarbeiterinnen und Zwangsarbeiter aus 27 Ländern erzählen ihre Lebensgeschichte in ausführlichen Audio- und Video-Interviews. Damit erinnert das Archiv an die über zwanzig Millionen Menschen, die für das nationalsozialistische Deutschland Zwangsarbeit leisten mussten. Die darauf basierende Online-Anwendung „Lernen mit Interviews“ macht die Interviews für Schulen zugänglich.

## Entstehung
Die Interview-Sammlung entstand in den Jahren 2005 bis 2006 im Rahmen des Projekts „Dokumentation lebensgeschichtlicher Interviews mit ehemaligen Sklaven- und Zwangsarbeitern“ nach der Methode der Oral History. Unter der wissenschaftlichen Leitung und Koordination des Instituts für Geschichte und Biographie (namentlich Alexander von Plato, Almut Leh und Christoph Thonfeld) führten 32 Interviewteams in 27 Ländern die Gespräche. Zu diesen Teams gehörten wissenschaftliche Einrichtungen ebenso wie erfahrene Projektgruppen aus Stiftungen und zivilgesellschaftlichen Initiativen.

## Das Projekt
Die Interviews wurden erschlossen im Projekt „Zwangsarbeit 1939-1945. Erinnerungen und Geschichte“, einer Kooperation der Stiftung „Erinnerung, Verantwortung und Zukunft“ mit der Freien Universität Berlin und dem Deutschen Historischen Museum. Es startete im Herbst 2007 mit dem Ziel die Interviewsammlung für Bildungszwecke, die wissenschaftliche Nutzung sowie eine interessierte Öffentlichkeit aufzubereiten und online zugänglich zu machen. Die Freie Universität Berlin digitalisierte die Interview-Bänder, optimierte dabei Ton und Bild und sicherte digitale Kopien in verschiedenen Formaten. Seit Januar 2009 steht das Archiv in einer ersten Online-Version zur Verfügung, seit 2014 ist das Archiv mit verbesserten Suchmöglichkeiten auch auf Englisch und Russisch zugänglich. Das Deutsche Historische Museum inventarisierte und archivierte die rund 2000 Audio- und Video-Bänder und ihre Begleitmaterialien. Ausgewählte Interview-Ausschnitte werden in einer PC-Station im  Deutschen Historischen Museum gezeigt.

## Das Archiv
Die Sammlung enthält 583 lebensgeschichtliche Interviews mit KZ-Häftlingen, Kriegsgefangenen und ‚zivilen‘ Zwangsarbeiterinnen und Zwangsarbeitern. Die Video- und Audio-Interviews wurden in der Muttersprache der Zeitzeuginnen und Zeitzeugen durchgeführt. Etwa ein Drittel der Interviewten waren „Sklavenarbeiter“ in Konzentrationslagern; fast die Hälfte sind Frauen.
Beinahe alle Interviews wurden transkribiert und ins Deutsche übersetzt. Die Interviews lassen sich durch Kategorien wie Sprache, Verfolgungsgruppe, Einsatzgebiet suchen. Eine klickbare Karte zeigt alle in den Interviews genannten Lebens- und Verfolgungsstationen. Die Segmentierung der mehrstündigen Interviews, d. h. die Koppelung von Transkript und Mediendatei mit Hilfe von Timecodes, ermöglicht eine Volltextrecherche, die zielgenau auch zu einzelnen Interviewpassagen führt. Die wissenschaftliche Erschließung der Interviews stellt daneben Inhaltsverzeichnisse und Anmerkungen zur Verfügung. Kurzbiografien und über 4.000 Scans von privaten Dokumenten und Fotografien ergänzen die insgesamt rund 2.000 Gesprächsstunden. Das Interviewarchiv „Zwangsarbeit 1939-1945“ wird betreut vom Team der Digitalen Interview-Sammlungen an der Universitätsbibliothek der Freien Universität Berlin (früher Center für Digitale Systeme/CeDiS).
Darüber hinaus finden sich auf der Webpräsenz des Online-Archivs einführende Informationen zu den Themen Zwangsarbeit, Oral History, Entschädigung etc., ergänzt durch Literaturhinweise und Experteninterviews zu diesen Bereichen (Alexander von Plato, Constantin Goschler, Ulrike Jureit etc.). Sie enthält zudem kurze Themenfilme, in denen die Zeitzeuginnen und Zeitzeugen über die deutschen Überfälle auf Polen, die Sowjetunion und Italien, den Bombenkrieg, die Befreiung oder die Nachkriegs-Prozesse berichten.
Die Webpräsenz bietet nicht zuletzt didaktische „Einstiege“ für die historisch-politische Bildungsarbeit. So können sich Schülergruppen auf einen Besuch der Gedenkstätte Flossenbürg oder der Gedenkhalle Oberhausen mit Hilfe von Interviewausschnitten, zusätzlichen Text- und Bildmaterialien sowie verschiedenen Arbeitsaufgaben vorbereiten. Dieses spezifische Bildungsangebot ergänzen die Unterrichts-Materialien „Zeitzeugen-Interviews für den Unterricht: Video-DVD - Lernsoftware - Lehrerheft“, die 2010 gemeinsam mit der Bundeszentrale für politische Bildung herausgebracht wurden.

## Die Lernumgebung
Die 2016 entstandene Online-Anwendung „Lernen mit Interviews: Zwangsarbeit 1939-1945“ ist ein kompetenzorientiertes Unterrichtsangebot für Schülerinnen und Schüler ab 14 Jahren. Im Mittelpunkt stehen Lebensgeschichten ehemaliger Zwangsarbeiterinnen und Zwangsarbeiter. Sieben Mitglieder unterschiedlicher Opfergruppen berichten von ihren Erfahrungen in Lagern und Fabriken, dem Verhalten der Deutschen und ihrem Leben danach.
Die 25-minütigen biografischen Kurzfilme beruhen auf Video-Interviews aus dem Online-Archiv „Zwangsarbeit 1939-1945“; zwei Hintergrundfilme informieren über Zwangsarbeit und Entschädigung sowie Oral History. Infotexte und Methodentipps, Zeitleiste und Lexikon, Dokumente und Karten helfen bei der Kontextualisierung. Die Aufgaben können direkt im Arbeitsfenster der Lernumgebung bearbeitet werden. Die Arbeitsvorschläge sind für unterschiedliche Niveaustufen aller Schulformen geeignet und auf eine 90-minütige Unterrichtseinheit abgestimmt.
Transkripte und Übersetzungen, Navigation und Aufgaben, Arbeitsfenster und Portfolio-Funktion erlauben ein forschendes Lernen im Regelunterricht, bei Projekttagen und Präsentationsprüfungen. Lehrkräfte können eigene Aufgabenstellungen ergänzen. Didaktische Kommentare und die Merk- und Notizfunktion unterstützen eine effektive und gruppenspezifische Vorbereitung des Unterrichts.